# Великобактянська сільська рада
| Великобактянська сільська рада — колишній орган місцевого самоврядування у Берегівському районі Закарпатської області з адміністративним центром у с. Велика Бакта. Сільській раді були підпорядковані населені пункти: - с. Велика Бакта |

## Склад ради
Рада складалася з 16 депутатів та голови.

## Керівний склад сільської ради
| ПІБ                     | Основні відомості                                                                      | Дата обрання | Дата звільнення |
| ----------------------- | -------------------------------------------------------------------------------------- | ------------ | --------------- |
| Граб Наталія Яношівна   | Сільський голова, 1963 року народження, освіта, Всеукраїнське об'єднання 'Батьківщина' | 26.03.2006   | 31.10.2010      |
| Граб Наталія Яношівна   | Сільський голова, 1963 року народження, освіта вища, позапартійна                      | 31.10.2010   | 25,10,2016      |
| Калинич Віктор Іванович | Сільський голова                                                                       | 26,10,2016   |                 |

Примітка: таблиця складена за даними джерела

## Населення
За переписом населення України 2001 року в сільській раді мешкали 1022 особи.

### Мова
Розподіл населення за рідною мовою за даними перепису 2001 року:
| Мова       | Відсоток |
| ---------- | -------- |
| українська | 60,74 %  |
| угорська   | 31,23 %  |
| російська  | 6,59 %   |
| вірменська | 0,67 %   |
| молдовська | 0,19 %   |
| словацька  | 0,19 %   |
| білоруська | 0,10 %   |
| німецька   | 0,10 %   |